# Karl Ludwig Michelet
Karl Ludwig Michelet (originalment Charles-Louis Michelet, nascut el 4 de desembre de 1801 a Berlín, i mort el 15 de desembre de 1893) fou un filòsof alemany.

## Biografia
Michelet procedia d'una família d'origen hugonot establerta a Berlín. El seu pare, Louis Michelet (1775-1841), va ser copropietari i posteriorment, gràcies al seu matrimoni amb la mare de Karl Ludwig, Victoire Girard (1777-1831), l'únic amo de la fàbrica de sedes Girard & Michelet.
Després d'estudiar al Französisches Gymnasium de Berlín, el 1819 va iniciar la carrera de Dret a la Universitat Humboldt de Berlín. Allà va assistir a les lliçons dels juristes Friedrich Carl von Savigny, August von Bethmann-Hollweger i Carl Wilhelm von Lancizolle, però molt aviat també a les lliçons de Teologia de Schleiermacher i a les de Lògica i Filosofia del Dret de Hegel, que va esdevenir el model de Michelet. El 1822, es va presentar al primer examen estatal de Dret i després va escriure la seva tesi doctoral amb Hegel, que va presentar el 1824. Un cop superat l'examen per poder donar classes, va ensenyar al Französischen Gymnasium des de 1825- a 1850. Després de l'habilitació el 1826, va ser nomenat professor extraordinari de Filosofia a la Universitat de Berlín, posició que va mantenir fins a 1874.
Va exercir influència, sobretot, pel que fa a la difusió de la filosofia hegeliana. Va reconstruir i va editar les Lliçons sobre la història de la filosofia de Hegel sobre la base d'apunts dels alumnes i papers manuscrits del filòsof. Va formar part (al costat de Ludwig Boumann, Fritz Förster, Eduard Gans, Karl von Hegel, Leopold von Henning, Heinrich Gustav Hoth, Philipp Marheineke, Karl Rosenkranz i Johannes Schulze) de la Verein von Freunden des verewigt («Unió d'amics immortalitzats», és a dir, de Hegel, mort el 1831), societat que va editar, entre 1832 i 1845, la vollständig Ausgabe ("edició completa») de les obres de Hegel, i, de 1860 a 1866, va ser redactor de la revista hegeliana Der Gedanken (El pensament). Entre els seus alumnes es compten David Friedrich Strauss i August Cieszkowski, amb el que va fundar el 1843 la Philosophische Gesellschaft zu Berlin (Societat.Filosófica de Berlín).
Michelet va morir a l'edat de 92 anys. Suposadament, la seva tomba es troba al Französische Friedhof (Cementiri Francès) I de Berlín o bé en el II.

## Obres
La seva primera obra important va ser el System der Philosophischen Moral (Berlín, 1828), un examen de la teoria ètica de la responsabilitat. El 1836 va publicar a París un tractat sobre la metafísica d'Aristòtil, escrit en francès, que va ser coronat per l'Académie des Sciences Morales et Politiques. També va escriure dos tractats sobre Aristòtil: Nikomachische Ethik (2 ª ed., 1848) i Die Ethik des Aristoteles in ihrem Verhältniss zum System der Moral (1827). On millor expressa la seva posició filosòfica és en els seus Vorlesungen über die Persönlichkeit Gottes ("Lliçons sobre la personalitat de Déu», 1841) i Die Epiphanie der ewige Persönlichkeit des Gottes («L'epifania de la personalitat eterna de Déu»). La teologia filosòfica desenvolupada en aquestes obres s'ha descrit com un «espiritualisme neocristià».
Entre les seves altres publicacions, es poden esmentar: Geschichte der letzten Systeme der Philosophie in Deutschland von Kant bis Hegel («Història dels últims sistemes de filosofia a Alemanya de Kant a Hegel», 1837-1838), Anthropologie und Psychologie (1840), Esquisse de logique (París, 1856), Naturrecht oder Rechtsphilosophie ("Dret natural o Filosofia del dret», 1866); Hegel der unwiderlegte Weltphilosoph («Hegel, el no refutat filòsof universal», 1870), Wahrheit aus meinem Leben (1886).